# حكومة إسرائيل الحادية والثلاثون
حكومة إسرائيل الحادية والثلاثون تشكلت عام 2006، خلال دورة الكنيست السابعة عشرة، استمرت حتى عام 2009. ترأس الحكومة إيهود اولمرت عن حزب «كاديما».
التشكيلة الحكومية:
إيهود أولمرت – رئيس الوزراء وزير الرفاه الاجتماعي.
شمعون بيرس – النائب الأول لرئيس الوزراء وزير تطوير النقب والجليل المكلف أيضاً بملف التنمية الاقتصادية الإقليمية
تسيبي ليفني – القائمة بأعمال رئيس الوزراء وزيرة الخارجية
عمير بيرتس – نائب رئيس الوزراء ووزير الدفاع من 2006-2007 ضمن ائتلاف مع حزب كديما وبعده جاء ايهود باراك من 2007-2009.
إيلي يشاي – نائب رئيس الوزراء وزير الصناعة والتجارة والعمل
شاؤول موفاز – نائب رئيس الوزراء وزير المواصلات والأمان على الطرق
يعقوب إدري – وزير دولة (مسؤول عن التواصل بين الحكومة والكنيست)
أريئيل أتيئاس – وزير الاتصالات
رافي إيتان – وزير شؤون المتقاعدين
زئيف بويم – وزير استيعاب القادمين الجدد
بنيامين بن إليعيزير – وزير البنى التحتية
يعقوب بن عزري – وزير الصحة
روني بارؤون – وزير الداخلية
أفي ديختر – وزير الأمن الداخلي
أبراهام هيرشزون – وزير المالية
يتسحاق هرتسوغ – وزير السياحة
إيتان كابل – وزير دولة (مكلف بتطبيق قانون سلطة الإذاعة والتلفزيون).
يتسحاق كوهين – وزير دولة (مكلف بالمسؤولية عن المجالس الدينية)
مشولام نهاري – وزير دولة
غدعون عزرا – وزير حماية البيئة
أوفير بينس – وزير العلوم والتكنولوجيا
حاييم رامون – وزير العدل
مئير شطريت – وزير البناء والإسكان (مكلف بالمسؤولية عن دائرة أراضي إسرائيل أيضاً)
شالوم سمحون – وزير الزراعة والتنمية الريفية
يولي تامير – وزيرة التربية والتعليم والثقافة والرياضة

## المصدر
1. ↑  "כל ממשלות ישראל". www.knesset.gov.il. مؤرشف من الأصل في 2018-03-13. اطلع عليه بتاريخ 2017-10-24.